# Anton Schall
Anton Schall (Viena, 22 de junho de 1907 - 10 de agosto de 1947) foi um futebolista austríaco. Ele competiu na Copa do Mundo FIFA de 1934, sediada na Itália, na qual a seleção de seu país terminou na quarta colocação dentre os 16 participantes.